# Брезовица Жумберачка
Брезовица Жумберачка је насељено место у саставу Града Озља, до нове територијалне организације у саставу бивше општине Озаљ, у Карловачкој жупанији, Хрватска.

## Становништво

### Број становника по пописима
| Националност   | 2001. | 1991. | 1981. | 1971. | 1961. | 1953. | 1948. | 1931. | 1921. | 1910. | 1900. | 1890. | 1880. | 1869. | 1857. |
| бр. становника | 32    | 27    | 26    | 36    | 28    | 53    | 46    | 0     | 0     | 0     | 17    | 14    | 0     | 0     | 0     |

- напомене:

Исказује се као део насеља од 1890. Од 1910. до 1931. подаци су садржани у насељу Пилатовци. Од 1948. исказује се као насеље. У 1890. и 1900. исказано под именом Брезовица.

### Национални састав
| Националност       | 1991.       | 1981.       | 1971.       | 1961.       |
| Хрвати             | 14 (51,85%) | 10 (38,46%) | 11 (30,55%) | 3 (10,71%)  |
| Срби               | 2 (7,40%)   | 2 (7,69%)   | 16 (44,44%) | 24 (85,71%) |
| Југословени        | 5 (18,51%)  | 8 (30,76%)  | 2 (5,55%)   | 0           |
| остали и непознато | 6 (22,22%)  | 6 (23,07%)  | 7 (19,44%)  | 1 (3,57%)   |
| Укупно             | 27          | 26          | 36          | 28          |